# It's Uptown
It's Uptown es el segundo álbum de estudio del guitarrista de jazz nortemericano George Benson, grabado en 1966. En la portada, una impactante afirmación lo proclamaba como: «El más emocionante nuevo guitarrista en la escena del jazz actual». Este disco marca su debut en Columbia Records bajo la producción de John Hammond. En esta grabación, el joven Benson no solo consolida su reputación como intérprete y compositor de jazz, sino que también incluye por primera vez temas cantados. 

## Antecedentes
En los créditos de la edición en CD de 2001 y bajo el título "Recuerdos de George Benson" el guitarrista describe cómo fue su fichaje para Columbia y la grabación de este álbum. En noviembre de 1965 Benson estaba tocando en un club de Harlem llamado Palm Café con un cuarteto en el que estaban Ronnie Cuber al saxo barítono, Lonnie Smith al Hammond B3  y un batería llamado Philip Terrell. La última noche de sus actuaciones en el club, cuenta Benson, "se presentó un tipo con una señora elegante que llevaba ropa y joyas preciosas y se sentaron en un reservado". "Enseguida me di cuenta de que a él le gustaba la música. No paraba de mover la cabeza y de dar golpecitos con los pies, estaba como loco."
"Sabía que ese tipo estaba en el club para algo más, así que paré en seco justo en medio de la canción que estaba tocando, le dije a las gogós que se bajaran del escenario y le grité a Lonnie "¡Clockwise!, ¡Clockwise!". Entonces empezamos  tocar este blues mío original, una pieza a tempo rápido que en aquel momento aún interpretamos mucho más rápido de lo normal. El tipo no se sentó durante todo el tema y cuando terminó aplaudió con más fuerza que nadie. Cuando bajé del escenario, se reunió conmigo a mitad de camino y, agitando una servilleta en la mano, me dijo: "¡Firma aquí, tío, esto es tan bueno como un contrato con Columbia Records!". 
Pero apareció allí Jimmy Boyd, el representante de Benson quien le acompañaría en los siguientes 11 años. Cogiéndole la mano le dijo: "George, no firmes eso. Tío no puedes firmar eso", "¿Por qué? ¡Si es Columbia Records!". "Porque ahí no hay nada. ¡Ellos pueden poner cualquier cosa!". Ante tal situación, John Hammond se presentó, les dio su tarjeta y les dijo que se pasaran otro día por su oficina para arreglar aquello. Tanto Boyd como Benson no se lo podían creer: ¡era John Hammond!, el productor de Columbia, quien también había descubierto para la discográfica a leyendas como Count Basie, Billie Holiday, Aretha Franklin, Bob Dylan o Bruce Springsteen, y ahora también había "descubierto" a George Benson.
Al principio, a Hammond le costó convencer a la discográfica de Benson, CBS, para ficharlo, así que el 10 de enero de 1965 hicieron lo que se conocía entonces como «una audición grabada», y lo primero que tocaron fue una toma de 'Clockwise'. Nada más terminar la primera toma, Hammond vino corriendo al estudio y exclamó: «Esto ya no es una audición grabada, esto es una sesión de grabación», consiguiendo así un contrato discográfico con Columbia para grabar It's Uptown.
Según describe Benson, fue Hammond quien propuso incluir un par de temas vocales para ampliar la audiencia del disco. Así que "buscamos en el repertorio de George Gershwin, y grabé versiones de 'Summertime'  y 'A foggy day', con lo que esperaba que fuera un estilo más swing. Según el propio Benson, la motivación del productor para que cantara en sus grabaciones y actuaciones en directo fue fundamental para potenciar su carrera no solo como músico, sino también como cantante, una faceta que de otro modo no habría explorado.

## Recepción y críticas
Como describe Michael Zwerin en las notas de crédito del LP:  Benson "Es una de esas raras personas que no sólo están llenas de ideas musicales creativas, sino que son capaces de comunicarlas.»
Según Richard S. Ginell de AllMusic, It's Uptown es un álbum repleto de bop, donde Benson despliega toda su técnica en temas como 'Hello Birdie' y 'Myna Bird Blues'.  Sin embargo, también se aprecia en el músico una clara influencia del rock & roll en otros temas. Además "Benson suena puro y melódico en tres temas vocales, anticipando los elementos básicos de sus éxitos posteriores".

## Portada
La fotografía de la portada del LP original de 1966, un primer plano de George Benson y su guitarra fue tomada por el reconocido fotógrafo Don Hunstein.  Durante tres décadas, Hunstein dirigió el departamento de fotografía de Columbia Record, siendo responsable de cientos de portadas para este sello. 

## Lista de temas
| #   | Título               | Compositor/es                                | Duración |
| --- | -------------------- | -------------------------------------------- | -------- |
| 1.  | "Clockwise"          | G. Benson                                    | 4:28     |
| 2.  | "Summertime"         | G. Gershwin, D. Heyward, I. Gershwin         | 2:23     |
| 3.  | "Aint That Peculiar" | M. Tarplin, B. Rogers, S. Robinson, P. Moore | 2:55     |
| 4.  | "Jaguar"             | G. Benson                                    | 2:55     |
| 5.  | "Willow Weep For Me" | A. Ronell                                    | 7:47     |
| 6.  | "A Foggy Day"        | G. Gershwin, I. Gershwin                     | 2:40     |
| 7.  | "Hello Birdie"       | G. Benson                                    | 3:59     |
| 8.  | "Bullfight"          | G. Benson                                    | 3:46     |
| 9.  | "Stormy Weather" (b) | H. Arlen, T. Koehler                         | 2:17     |
| 10. | "Eternally"          | G. Benson                                    | 4:04     |
| 11. | "Myna Bird Blues"    | G. Benson                                    | 4:35     |

Temas adicionales en la edición en CD de 2001:
| #   | Título                          | Compositor/es | Duración |
| --- | ------------------------------- | ------------- | -------- |
| 12. | "J.H. Bossa Nova" (*)           | G. Benson     | 3:10     |
| 13. | "Clockwise" (*)                 | G. Benson     | 4:56     |
| 14. | "Eternally" (versión corta) (*) | G. Benson     | 2:44     |
| 15. | "Sideman"                       | L.Smith       | 4:46     |
| 16. | "Minor Chat"                    | S. Turrentine | 3:23     |

 (*) No publicados anteriormente
 Temas 1, 4, 5, 6, 8, 11 y 12: grabados el 9 de febrero de 1966 -
 Temas 2, 3, 7, 9, 10 y 14: grabado el 15 de marzo de 1966 - 
 Tema 13: Grabado el 10 de enero de 1966 -
 Temas 15 y 16: Grabados el 22 de mayo de 1967. Del álbum de Lonnie Smith Finger Lickin' Good Soul Organ (Columbia, 1967).

## Créditos
- George Benson – guitarra, cantante (temas 2, 6, 9)
- Lonnie Smith - órgano
- Ronnie Cuber – saxofón barítono
- Blue Mitchell – trompeta (temas 15, 16)
- Jimmy Lovelace – batería
- Ray Lucas – batería (temas 2, 3, 13)
- Charlie Persip – batería (temas 15, 16)

## Producción
- John Hammond - productor (LP)
- Didier C. Deutsch y Steve Berkowitz - productor (CD)
- Michael Zwerin - notas del álbum
- Don Hunstein - fotografía